# Enzo Tchato
Enzo Gianni Tchato Mbiayi (Montpellier, 23 novembre 2002) è un calciatore francese naturalizzato camerunese, difensore del Montpellier e della nazionale camerunese.

## Biografia
È figlio di Bill, ex calciatore professionista, che ha militato nel Montpellier tra il 2000 e il 2003. Anche suo fratello Ryan è un calciatore, anche lui cresciuto nel settore giovanile del Montpellier.

## Carriera

### Club
Cresciuto nel settore giovanile del Montpellier, esordisce in prima squadra il 3 aprile 2022, in occasione dell'incontro di Ligue 1 perso per 1-2 contro il Brest. Il 23 maggio firma il suo primo contratto da professionista con la squadra. Realizza la sua prima rete nella massima divisione francese il 13 agosto, nella sconfitta per 5-2 sul campo del Paris Saint-Germain.

### Nazionale
Ha giocato nella nazionale camerunese Under-20.
Il 10 giugno 2023 fa anche il suo esordio in nazionale maggiore, subentrando a Olivier Mbaizo nella gara amichevole pareggiata 2-2 contro il Messico.

## Statistiche

### Presenze e reti nei club
Statistiche aggiornate al 9 febbraio 2025.
| Stagione             | Squadra              | Campionato           | Campionato | Campionato | Coppe nazionali | Coppe nazionali | Coppe nazionali | Coppe continentali | Coppe continentali | Coppe continentali | Altre coppe | Altre coppe | Altre coppe | Totale | Totale |
| Stagione             | Squadra              | Comp                 | Pres       | Reti       | Comp            | Pres            | Reti            | Comp               | Pres               | Reti               | Comp        | Pres        | Reti        | Pres   | Reti   |
| -------------------- | -------------------- | -------------------- | ---------- | ---------- | --------------- | --------------- | --------------- | ------------------ | ------------------ | ------------------ | ----------- | ----------- | ----------- | ------ | ------ |
| 2019-2020            | Montpellier 2        | N2                   | 10         | 0          | -               | -               | -               | -                  | -                  | -                  | -           | -           | -           | 10     | 0      |
| 2020-2021            | Montpellier 2        | N3                   | 3          | 1          | -               | -               | -               | -                  | -                  | -                  | -           | -           | -           | 3      | 1      |
| 2021-2022            | Montpellier 2        | N2                   | 20         | 0          | -               | -               | -               | -                  | -                  | -                  | -           | -           | -           | 20     | 0      |
| 2023-2024            | Montpellier 2        | N3                   | 1          | 0          | -               | -               | -               | -                  | -                  | -                  | -           | -           | -           | 1      | 0      |
| Totale Montpellier 2 | Totale Montpellier 2 | Totale Montpellier 2 | 34         | 1          |                 | -               | -               |                    | -                  | -                  |             | -           | -           | 34     | 1      |
| 2022-2023            | Montpellier          | L1                   | 21         | 1          | CF              | 1               | 0               | -                  | -                  | -                  | -           | -           | -           | 22     | 1      |
| 2023-2024            | Montpellier          | L1                   | 17         | 0          | CF              | 0               | 0               | -                  | -                  | -                  | -           | -           | -           | 17     | 0      |
| 2024-2025            | Montpellier          | L1                   | 21         | 0          | CF              | 0               | 0               | -                  | -                  | -                  | -           | -           | -           | 21     | 0      |
| Totale Montpellier   | Totale Montpellier   | Totale Montpellier   | 59         | 1          |                 | 1               | 0               |                    | -                  | -                  |             | -           | -           | 60     | 1      |
| Totale carriera      | Totale carriera      | Totale carriera      | 93         | 2          |                 | 1               | 0               |                    | -                  | -                  |             | -           | -           | 94     | 2      |

### Cronologia presenze e reti in nazionale
| Cronologia completa delle presenze e delle reti in nazionale ― Camerun | Cronologia completa delle presenze e delle reti in nazionale ― Camerun | Cronologia completa delle presenze e delle reti in nazionale ― Camerun | Cronologia completa delle presenze e delle reti in nazionale ― Camerun | Cronologia completa delle presenze e delle reti in nazionale ― Camerun | Cronologia completa delle presenze e delle reti in nazionale ― Camerun | Cronologia completa delle presenze e delle reti in nazionale ― Camerun | Cronologia completa delle presenze e delle reti in nazionale ― Camerun |
| Data                                                                   | Città                                                                  | In casa                                                                | Risultato                                                              | Ospiti                                                                 | Competizione                                                           | Reti                                                                   | Note                                                                   |
| ---------------------------------------------------------------------- | ---------------------------------------------------------------------- | ---------------------------------------------------------------------- | ---------------------------------------------------------------------- | ---------------------------------------------------------------------- | ---------------------------------------------------------------------- | ---------------------------------------------------------------------- | ---------------------------------------------------------------------- |
| 23-9-2022                                                              | Goyang                                                                 | Uzbekistan                                                             | 2 – 0                                                                  | Camerun                                                                | Amichevole                                                             | -                                                                      |                                                                        |
| 10-6-2023                                                              | San Diego                                                              | Messico                                                                | 2 – 2                                                                  | Camerun                                                                | Amichevole                                                             | -                                                                      | 55’                                                                    |
| 9-1-2024                                                               | Gedda                                                                  | Zambia                                                                 | 1 – 1                                                                  | Camerun                                                                | Amichevole                                                             | -                                                                      | 75’                                                                    |
| 19-1-2024                                                              | Yamoussoukro                                                           | Senegal                                                                | 3 – 1                                                                  | Camerun                                                                | Coppa d'Africa 2023 - 1º turno                                         | -                                                                      | 90+1’                                                                  |
| 23-1-2024                                                              | Bouaké                                                                 | Gambia                                                                 | 2 – 3                                                                  | Camerun                                                                | Coppa d'Africa 2023 - 1º turno                                         | -                                                                      |                                                                        |
| 27-1-2024                                                              | Abidjan                                                                | Nigeria                                                                | 2 – 0                                                                  | Camerun                                                                | Coppa d'Africa 2023 - Ottavi di finale                                 | -                                                                      | 86’                                                                    |
| Totale                                                                 |                                                                        | Presenze                                                               | 6                                                                      |                                                                        | Reti                                                                   | 0                                                                      |                                                                        |